# Kalinin K-13
Il Kalinin K-13 è un aereo da bombardamento progettato da Konstantin Alekseevič Kalinin nei primi anni trenta. Il velivolo venne sviluppato in risposta ad un requisito emesso dalla VVS sovietica, ma non fu mai costruito.

## Storia

### Sviluppo
L'OKB diretto da Kalinin iniziò a lavorare al K-13 a partire dal 1933, in risposta ad una specifica emessa dall'aviazione sovietica per un nuovo aereo da bombardamento. In dettaglio, le caratteristiche richieste prevedevano un aereo a lungo raggio, in grado di trasportare una tonnellata di bombe ad una distanza di 5 000 km, volando a 4 000 metri di quota ad una velocità di almeno 350 km/h. Nel 1934, fu inoltre presentata anche una variante passeggeri, denominata Kalinin K-14, che fu sottoposta senza successo ai responsabili del trasporto aereo civile.
Un simulacro del K-13 fu costruito a Voronež nel 1936, ma l'aereo fu giudicato inferiore rispetto ai progetti presentati da Tupolev ed Ilyushin, gli altri due uffici tecnici che avevano risposto alla specifica.

## Descrizione tecnica
Il K-13 utilizzava diverse soluzioni tecniche sviluppate per il Kalinin K-12. Questo aereo avrebbe dovuto essere un monoplano in metallo, spinto da due motori M-34 a raffreddamento liquido posizionati nelle ali. Il carico bellico di caduta previsto era di una tonnellata di bombe, mentre per difesa la dovevano essere montate tre mitragliatrici (due nella parte frontale ed una in una torretta in coda).
L'equipaggio era di tre elementi.
Per quanto riguarda invece la versione civile, questa avrebbe dovuto essere in grado di trasportare dodici passeggeri, oltre a due membri di equipaggio. La velocità era prevista in 429 km/h.